# Leiophron heterocordyli
Leiophron heterocordyli är en stekelart som beskrevs av Richards 1967. Leiophron heterocordyli ingår i släktet Leiophron och familjen bracksteklar. Inga underarter finns listade i Catalogue of Life.